# Проблеми філософії
Проблеми філософії (анг. The Problems of Philosophy) — книга Бертрана Рассела, опублікована в 1912 році, в якій він намагається створити короткий і доступний посібник з проблем філософії. Зосереджуючись на проблемах, які, на його думку, викличуть позитивну і конструктивну дискусію, Рассел переймається епістемологічним, а не метафізичним знанням.
Рассел проводить читача через своє знамените розрізнення 1910 року між знанням через ознайомлення і знанням через опис та представляє важливі теорії Платона, Аристотеля, Рене Декарта, Девіда Юма, Джона Локка, Іммануїла Канта, Георга Гегеля та інших, щоб закласти основи філософського фундаменту для студентів та широкої громадськості. 

## Зміст
- I. Видимість і реальність.
- II. Існування матерії.
- III. Природа матерії.
- IV. Ідеалізм.
- V. Безпосереднє знання і знання за описом.
- VI. На індукцію.
- VII. наші знання загальних принципів.
- VIII. Як можливе апріорне знання.
- IX. Світ універсалій.
- X. Про наші знання про універсалії.
- XI. На інтуїтивному знанні.
- XII. Правда і брехня.
- XIII. Знання, помилка та ймовірна думка.
- XIV. Межі філософського знання.
- XV. Цінність філософії.

## Видання
- The Problems of Philosophy, Bertrand Russell, Henry Holt and Company, New York, 1912
- Problèmes de philosophie, Bertrand Russell, éditions Payot, 1989, Paris.
- The Problems of Philosophy, Bertrand Russell, Cosimo Classics, 2007, New York.